# IK Vici
IK Vici var en fotbollsklubb från Malmö. Föreningen bildades 1931. 

Föreningen spelade sin sista säsong 1939-1940, då i Malmöserien Division 2.